# Wipneusadder
De wipneusadder (Vipera latastei) is een slang uit de familie adders (Viperidae).

## Naam en indeling
De wetenschappelijke naam van de soort werd voor het eerst voorgesteld door Eduardo Boscá in 1848. De soortaanduiding is een eerbetoon aan de Franse natuuronderzoeker Fernand Lataste (1847 - 1934). De wetenschappelijke naam wordt soms wel als Vipera latasti geschreven, dus zonder -e. Oorspronkelijk werd de wetenschappelijke naam Vipera latasti gebruikt, die niet geheel juist is omdat de naam niet klopt. Als een diersoort naar een persoon wordt vernoemd, krijgt deze een 'i' aan het eind en de naam zou dus latastei moeten zijn. in 1849 gebruikte Boscá de naam Vipera latastei, normaal gesproken wordt altijd de eerst beschreven naam gebruikt voor een diersoort, zelfs als de een fout bevat. In dit geval werd een uitzondering gemaakt en werd de verbeterde soortaanduiding latastei geaccepteerd.

### Ondersoorten
De soort wordt verdeeld in twee ondersoorten die onderstaand zijn weergegeven, met de auteur en het verspreidingsgebied.
| Naam                     | Auteur             | Verspreidingsgebied                          |
| ------------------------ | ------------------ | -------------------------------------------- |
| Vipera latastei latastei | Boscá, 1878        | Portugal, Spanje                             |
| Vipera latastei gaditana | Saint Girons, 1977 | Marokko, Algerije, Tunesië, Portugal, Spanje |

## Uiterlijke kenmerken
Deze maximale lengte is ongeveer 75 centimeter maar de meeste exemplaren blijven kleiner. De mannetjes zijn smaller en hebben een langere staart dan de plompere vrouwtjes. De adder heeft een driehoekige kop met de voor deze soort kenmerkende zachte opstaande 'hoorn' op de neus, net als de zandadder (Vipera ammodytes).
Verder is de slang te herkennen aan het typische vlekkenpatroon, dat op de staart en voorzijde lijkt op een dikke, golvende streep maar er op het midden uitziet als een onevenwijdige vlektekening; vlekken die niet precies naast elkaar liggen maar een verschuiving vertonen. Ook op de flanken zitten deze vlekken. De basiskleur is grijs tot bruin met altijd een donkere vlektekening die variabel is.

## Verspreiding en habitat
De wipneusadderkomt voor in delen van zuidelijk Europa en noordelijk Afrika en leeft in de landen Marokko, Algerije, Tunesië, Portugal en Spanje. De habitat bestaat uit gematigde bossen, scrublands en zandduinen. Ook in door de mens aangepaste streken zoals weilanden en afgravingen kan de slang worden gevonden. De biotoop bestaat uit droge, warme open heuvelachtige plekken zoals bosranden en heide met enige vegetatie waar overdag in geschuild kan worden. Zoals veel adders prefereert deze soort de nabijheid van water, waarschijnlijk niet omdat de slang zo graag zwemt maar omdat water knaagdieren aantrekt. De soort is aangetroffen van zeeniveau tot op een hoogte van ongeveer 3000 meter boven zeeniveau.

## Levenswijze
Het voedsel bestaat uit muizen en andere kleine zoogdieren, vogels en de nesten ervan en soms hagedissen. De vrouwtjes zetten geen eieren af maar zijn eierlevendbarend, de jongen komen levend ter wereld.
Het vrouwtje baart twee tot zes levende jongen die direct giftig zijn. De juvenielen leven voornamelijk van insecten en hagedissen.

## Beschermingsstatus
Door de internationale natuurbeschermingsorganisatie IUCN is de beschermingsstatus 'veilig' toegewezen (Least Concern of LC).